# Pygmaeothamnus
Pygmaeothamnus es un género con dos especies de plantas con flores perteneciente a la familia de las rubiáceas.
Es nativo del este del Himalaya al sur centro de China.

## Especies
- Pygmaeothamnus chamaedendrum (Kuntze) Robyns (1928).
- Pygmaeothamnus zeyheri (Sond.) Robyns (1928).